# The Cult
Pour les articles homonymes, voir The Cult (homonymie).
The Cult, initialement appelé Southern Death Cult, est un groupe de rock britannique, originaire de Bradford, en Angleterre.  Au fil des années, le groupe change régulièrement de formation, à l'exception du chanteur Ian Astbury, et du guitariste Billy Duffy, compositeurs du groupe.
Dans ses plus jeunes années, le groupe apparaît comme un progéniteur du rock gothique, scène musicale qui se développe alors fortement en Angleterre à la suite du punk-rock puis du post-punk ; le groupe est aussi influencé par la culture des natifs américains, le rock psychédélique ou les Doors.
Après avoir « déménagé » à Londres, The Cult sort l’album Love qui lui fait gagner un large public, en atteignant la 4e place des charts en Angleterre avec des singles tels que She Sells Sanctuary et Rain. Après quoi, le groupe s’éloigne de ce son pour migrer vers le hard rock et le heavy metal. Avec l’album Electric et le single Love Removal Machine, il perce en Amérique du Nord. Son album de 1989 Sonic Temple se révèle un énorme succès commercial.

## Biographie

### Débuts (1981–1983)
L’origine du groupe remonte à 1981, à Bradford, Yorkshire, où le chanteur et compositeur Ian Astbury forme un groupe, Southern Death Cult. Ian est alors accompagné par Buzz Burrows (guitare), Barry Jepson (basse) et Aki Nawaz Qureshi (batterie). Leur premier concert a lieu au Queen's Hall dans leur ville d’origine, Bradford, le 29 octobre 1981. Le groupe est alors au premier plan d’un nouveau style de musique émergeant, un genre entre post-punk et rock gothique (aussi connu sous le nom de “positive-punk”). Très tôt, ils obtiennent des critiques élogieuses dans la presse et parmi les amateurs de musique.
La même année, le groupe signe sur le label indépendant Situation Two, une ramification de Beggars Banquet Records ; c’est sur ce label qu’ils sortent leur premier single : Moya. Le groupe tourne ensuite à travers l’Angleterre seul en tête d’affiche ou aussi avec Bauhaus et Theatre of Hate.  Le groupe joue son dernier concert à Manchester en février 1983, ce qui signifie que le groupe se sépare après seulement seize mois d'existence. Une compilation est éditée sous le nom de Southern Death Cult, collection de singles, radio sessions avec John Peel pour Radio One et performances live – une d'elles a été enregistrée par une membre du public avec un enregistreur de cassettes.
En avril 1983, Ian Astbury rencontre le guitariste Billy Duffy (ex-The Nosebleeds, Lonesome No More et Theatre of Hate) et ils forment le groupe Death Cult. Astbury et Duffy sont rejoints par le bassiste Jamie Steward et le batteur Raymond Taylor Smith (plus tard connu en tant que Ray Mondo), venus du groupe post-punk Ritual. Death Cult délivre son premier concert à Oslo, en Norvège, à la fin juin 1983, et tourne à travers l’Europe. En septembre 1983, Mondo est renvoyé dans son pays d’origine (Sierra Leone) et a été remplacé par Nigel Preston de Theatre of Hate. Le single God’s Zoo sort en octobre 1983, suit une tournée européenne pendant tout l'automne. Pour se débarrasser de l’étiquette « gothique » qu'il trouve limitative, le groupe modifie alors son nom, et devient The Cult en janvier 1984, juste avant une apparition dans le programme The Tube de Channel 4.

### The Cult(1984–1985)
Le premier album studio, homonyme, de The Cult est enregistré aux Rockfield Studios de Monmouth en 1984. L’enregistrement devait être produit à la base par Joe Julian, mais après avoir enregistré les pistes de batterie, le groupe a décidé de le remplacer par John Brand. Le groupe y enregistre les chansons qui allaient plus tard devenir Butterflies, (The) Gimmick, A Flower in the Desert, Horse Nation, Spiritwalker, Bad Medicine (Waltz), Dreamtime, With Love (connue plus tard sous les noms Ship of Fools et Sea and Sky), Bone Bag, Too Young, 83rd Dream... et une inconnue, dont on ne sait pas ce qu’elle est devenue. Des chansons comme Horse Nation montrent comme Astbury était très intéressé par la culture amérindienne.
Le 4 avril 1984, The Cult sort le single Spiritwalker, qui est en première position des charts indépendants en Angleterre, suivi par un second single, Go West. Suit la sortie de l’album Dreamtime en septembre, qui atteint la 21e place du top album et se vend à plus de 100 000 exemplaires en Angleterre. Le 12 juillet 1984, le groupe joue cinq chansons en live au BBC Maida Vale 5 studio, qui marque sa reconnaissance. Puis The Cult tourne intensément à travers l’Europe et l’Angleterre avant d’enregistrer un autre single, Resurrection Joe (UK #74), sorti en décembre de la même année, et une grande tournée en première partie de Big Country est ensuite programmée. Elle sera suivie par une tournée européenne en 1986 avec Sisterhood (devenu The Mission) en première partie.

### Séparations et réunions (1985–2006)

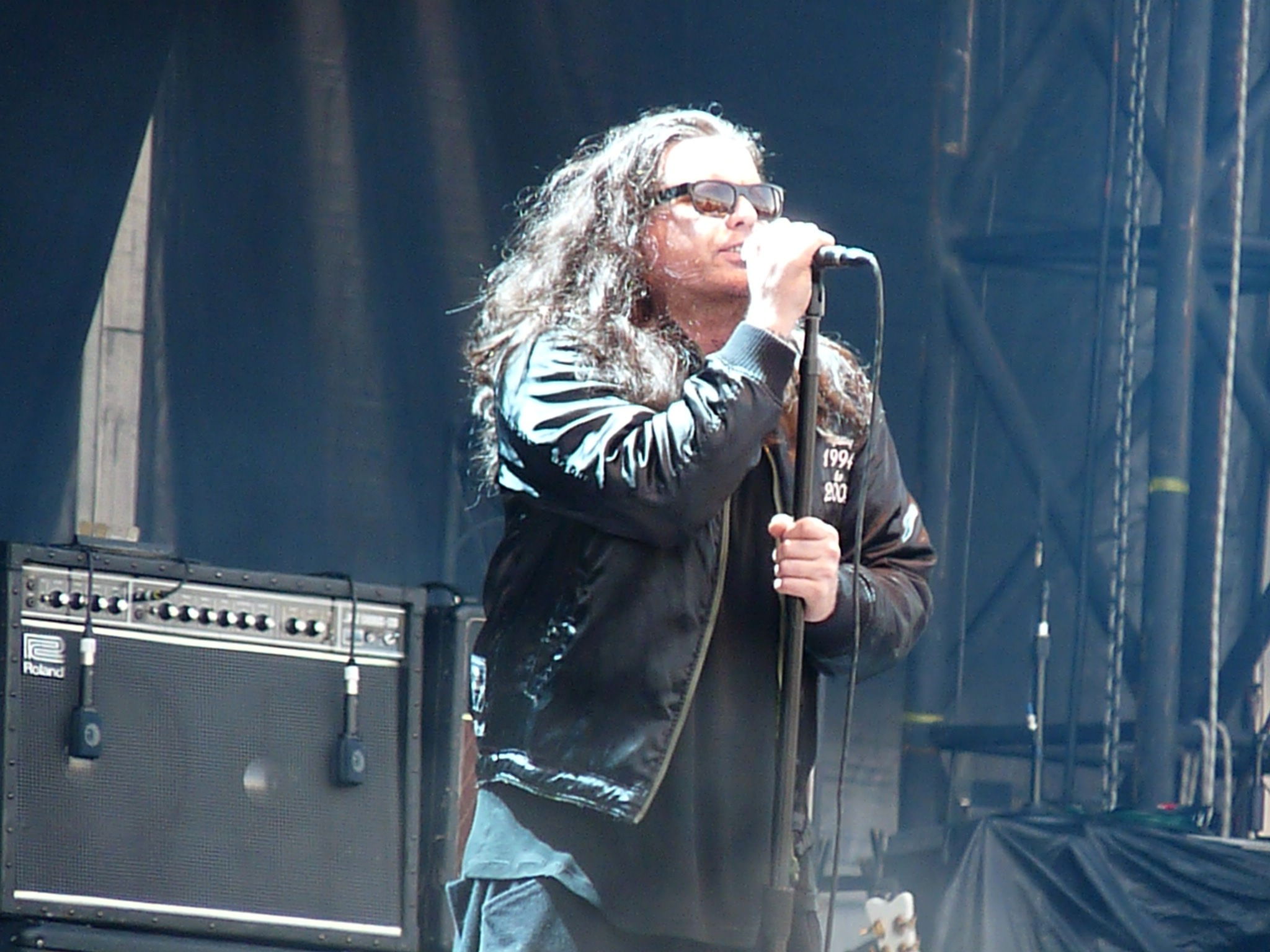
Ian Astbury en concert.

L'apparence des musiciens est alors assez hybride : chemises à jabots ou psychédéliques, coupe punk pour Duffy, cheveux longs avec tresses pour Astbury, bijoux à sautoirs, breloques et insignes divers pour tous, les clips faisant, quant à eux, la part belle au revival psychédélique. L'album suivant, qui aurait dû s'appeler Peace, est enregistré aux studios Manor par Steve Brown et s'inscrit par ses arrangements dans la lignée de Love. Toutefois, à l'écoute des bandes, le producteur Rick Rubin recommande une autre optique plus hard rock avec des rythmiques plus lourdes et carrées et obtient le principe d'un ré-enregistrement intégral.
Ces nouvelles bandes conduiront à la parution de l'album Electric (1987), qui fait entrer The Cult dans le panthéon des groupes hard rock avec des morceaux comme Wild Flower, Lil'Devil et Love Removal Machine, celles enregistrées aux studios Manor présentant des versions plus fluides paraissant dans des éditions spéciales sous le nom de Manor sessions. Bob Rock produira le disque suivant, Sonic Temple (1989), dans lequel la transformation en groupe hard rock se poursuit, Billy Duffy endossant le rôle du « guitar hero », cheveux blonds tombant sur les yeux, vêtu de cuir et la Gibson en avant, tandis qu'Astbury développe celui du chanteur charismatique. L'album permet au groupe de conquérir les États-Unis et de poursuivre avec son album Ceremony (1991), plus apaisé, faisant apparaître des influences proches de The Doors, tant sur le plan musical que sur les thématiques (les indiens et le chamanisme).
À l'occasion, Astbury profite de son audience pour jammer avec de nombreux groupes, dont les psychédéliques garage de The Fuzztones avec lesquels il fait plusieurs concerts. De ces prestations, la reprise live de Down on the streets (The Stooges) est gravée sur un maxi (1990), puis les images paraissent quelques années plus tard sur un DVD (LSD 25 de The Fuzztones, 2005). Alors qu'autour de Duffy et Astbury la formation change régulièrement, le duo poursuit sa carrière avec un single produit de nouveau par Rick Rubin, The Witch, qui sera intégré dans la compilation Pure Cult (1993), puis avec un album réalisé par Bob Rock, The Cult (1994).
En 1995, Ian Astbury part former The Holy Barbarians, mettant temporairement fin à son association avec Billy Duffy. En 1999, Duffy et Astbury, soutenus par le batteur Matt Sorum, reforment The Cult et participent à la bande originale du film 60 secondes chrono, puis enregistrent pour la compilation Stoned immaculate (the music of the doors) (2000) la reprise de Wild Child, tandis que sur cette même compilation Ian Astbury prête sa voix aux musiciens des Doors pour le seul morceau Touch me, démontrant aux membres originaux sa capacité à compenser l'absence de Jim Morrison.
Bob Rock produit l'album Beyond Good and Evil (2001) qui marque le retour de The Cult. La tournée qui suit cette parution fait l'objet d'un DVD, Live Cult music without fear (2002). À partir de 2003, la carrière de The Cult est de nouveau mise entre parenthèses, Astbury acceptant de participer au projet de reformation de The Doors avec Robbie Krieger et Ray Manzarek sous les appellations successives de The Doors of 21th Century puis Riders of the Storm. Le même Ian Astbury apparaîtra parmi les invités de la reformation des MC5 en 2003 sur le DVD Sonic revolution : celebration of MC5.

### Born into This(2007–2012)

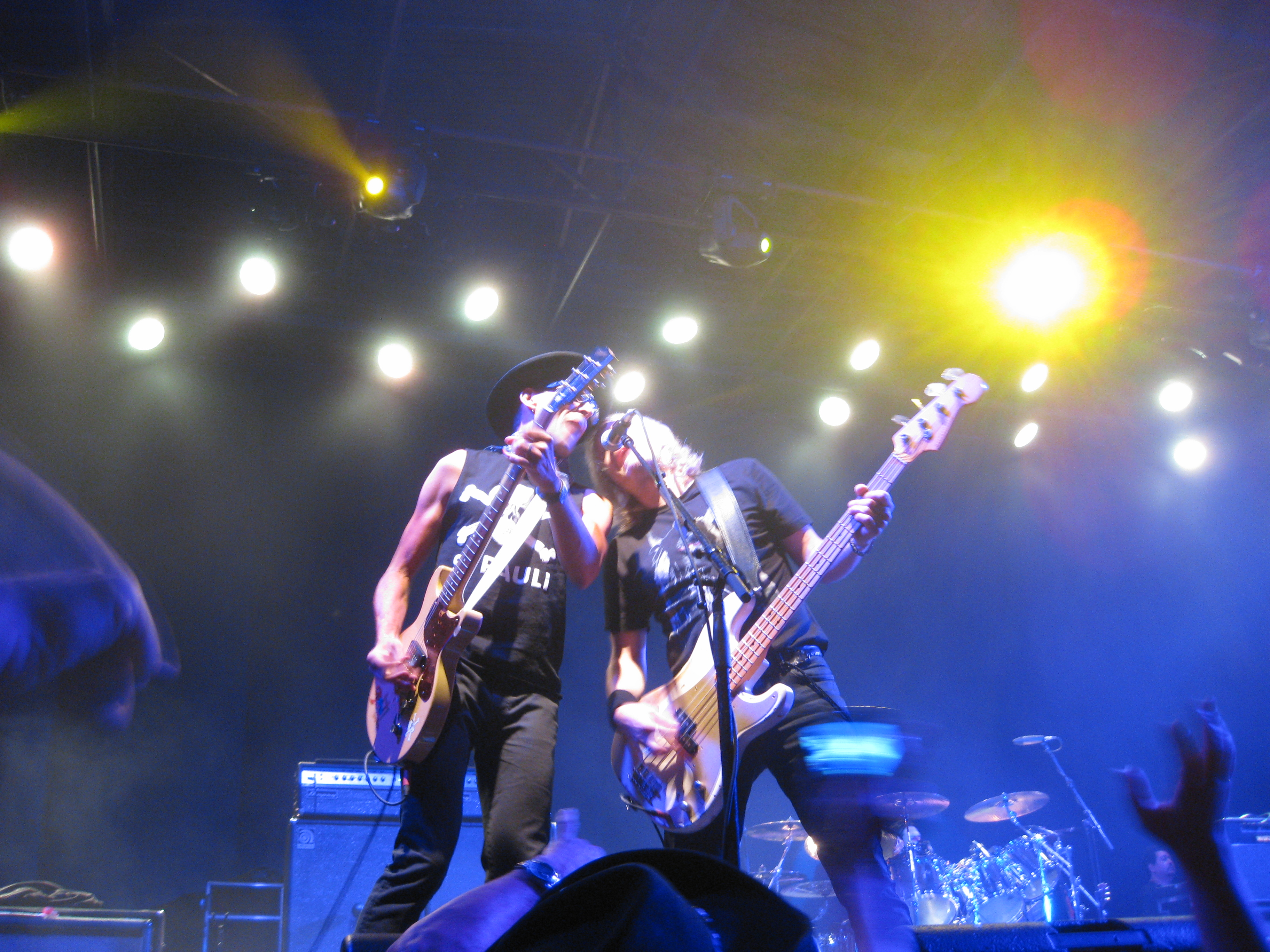
The Cult en mai 2012.

Le groupe défraye également la chronique à cause de l'abus d'alcool de ses membres et la tension omniprésente dans les coulisses au début des années 1990. En 1995, le groupe se sépare à cause d'un problème (non-dévoilé) survenu pendant la tournée sud-américaine. The Cult se reforme ensuite de 1999 à 2002, produisant l'album Beyond Good and Evil. En 2006, le groupe se reforme à nouveau pour une série de concerts à travers le monde, dont un certain nombre ont été enregistrés pour la postérité par InstantLive.
Le groupe est signé le 29 mai 2007 par le label Roadrunner Records et enregistre Born into This, qui sort en octobre 2007. Avant la sortie de l’album, le groupe a joué en festival et en salle en tête d’affiche et a fait la première partie des Who en Europe durant l’été 2007, avant d'enchaîner une tournée américaine. Le single Dirty Little Rock Star sort quant à lui le 13 août 2007. Le 2 octobre 2009, le groupe se produit au Bataclan pour un concert (LOVE LIVE) reprenant essentiellement l'album Love et les titres phares des albums suivants.
Le 11 mai 2011, The Cult est désormais annoncé au label Cooking Vinyl Records, qui publiera un nouvel album courant 2012. En octobre 2011, le bassiste Chris Wyse] annonce que l'album est presque fini et qu'il sera publié vers avril 2012. Chris also le décrit comme « un mélange d'énergie Zep/Stooges »
Le 29 novembre 2011, l'album est annoncé produit par Bob Rock, qui a aussi joué un rôle sur leurs albums Sonic Temple, The Cult et Beyond Good and Evil. L'album, intitulé Choice of Weapon, est publié le 22 mai 2012. Le groupe s'associe à Rolling Stone pour la première de son morceau Lucifer le 30 janvier.
Le 28 septembre 2012, le groupe annonce Weapon of Choice, un album « précurseur » de Choice of Weapon.

### Hidden City(depuis 2013)
En mars 2013, Billy Duffy annonce les débuts d'un nouvel album de The Cult pour 2014. Le groupe est attendu en studio après la fin de sa tournée 2013 en soutien à Electric. En août 2014, Billy ajoute que le prochain album, qui n'est pas prévu avant 2015 au plus tôt, « sera mieux accompagné de guitares ».
Hidden City sort le 5 février 2016. L'album est la dernière partie d'une trilogie qui a commencé avec Born into This, et devient le cinquième album produit par Bob Rock pour The Cult. Le groupe annonce aussi l'arrivée du bassiste Grant Fitzpatrick pour remplacer Chris Wyse. C'est Chris Chaney (Jane's Addiction, Camp Freddy) et le producteur Bob Rock qui ont joué de la basse sur l'album. Pour promouvoir Hidden City, The Cult ouvre en concert pour Guns N' Roses à leur tournée Not in This Lifetime... Tour,.
Lors d'un entretien en octobre 2016 avec PopMatters, le guitariste de Cult, Billy Duffy, annonce la playlist du groupe.

## Discographie

### Albums studio
- 1984 : Dreamtime
- 1985 : Love
- 1987 : Electric
- 1989 : Sonic Temple
- 1991 : Ceremony
- 1994 : The Cult
- 2001 : Beyond Good and Evil
- 2007 : Born Into This
- 2012 : Choice of Weapon
- 2016 : Hidden City
- 2022 : Under the Midnight Sun

### Compilations
- 1993 : Pure Cult for Rockers, Ravers, Lovers and Sinners
- 2000 : Pure Cult: The Singles 1984-1995